# Auditório da Galiza
O Auditório da Galiza (em galego:  Auditorio de Galicia) é um edifício situado em Santiago de Compostela, Corunha, foi projetado pelos arquitetos Julio Cano Lasso e Diego Cano Pintos e inaugurado a 20 de outubro de 1989.
Como parte do Programa Nacional de Auditórios, a obra foi financiada pelo Ministério da Cultura de Espanha, pela Junta da Galiza e pelo ajuntamento de Santiago de Compostela, com a colaboração de entidades privadas. 

## Atividades
Desde 1996, o Auditório da Galiza é a sede permanente da Real Filarmónica da Galiza.
A gala do festival de música e poesia galego-portuguesa aRi[t]mar decorre no Auditório.
O Auditório da Galiza tem quatro salas que acolhem diversas atividades específicas:

### Salas
- Sala Angel Brage

É a sala principal do auditório. Este é um espaço com capacidade para 1.002 espectadores equipado para receber espectáculos de teatro, ballet e ópera, bem como concertos de música sinfónica e organização de conferências.
- Sala Mozart

É uma pequena sala com capacidade para 260 espectadores  destinada entre outras actividades a concertos, conferências e ensaios de teatro. Por ser um quarto independente pode ser usado ao mesmo tempo que os outras salas.
- Sala Isaac Díaz Pardo

Este é um espaço de 1.000 irregularmente destinado a exposições de arte.
- Sala Circular

É o menor dos quartos. Tem capacidade para 50 pessoas , destina-se à realização de conferências e apresentações.